# Козлові
Козлові, або Козові (Caprinae) — підродина парнокопитних з родини бикових. Центральний і типовий рід родини — козел (Capra).

## Назва
Нерідко свійські (одомашнені) форми цієї родини (власне з триби Caprini) називають дивним терміном «мала рогата скотина», або «малий рогатий скот», або дрібна рогата худоба; скорочено — МРС або ДРХ. Особливо це полюбляють робити далекі від біологічної систематики і загалом таксономії робітники з галузі тваринництва та археології (зокрема т. зв. "археозоологи") — першим таксономія не важлива, другим — не досяжна через проблеми точнішої ідентифікації зразків, зокрема через складність ідентифікації кіз і овець за окремими кістками.

## Зовнішній вигляд
У порівнянні з іншими порожнисторогими, козлові мають компактну статуру із сильними кінцівками. Вони пристосовані до гористих і, частково, полярних регіонів. Окрім оронго, роги носять обидві статі, проте у деяких родів роги самців значно більші, ніж у самок. Існують представники підродини, у яких статевого диморфізму майже немає.

## Поширення
На відміну від інших підродин, основним континентом поширення підродини козлових є не Африка, а Азія, де вони мешкають передусім в гірських регіонах. В Африці козові представлені лише небагатьма видами. Деякі види зустрічаються і в Північній Америці.

## Систематика
До підродини козлових відносяться згідно з класифікацією Уїлсона і Рідера (2005) такі 12 родів (в абетковому порядку, наведеному у цитованій праці), без поділу на триби:
Ammotragus, Budorcas, Capra, Capricornis, Hemitragus, Naemorhedus, Oreamnos, Ovibos, Ovis, Pantholops, Pseudois, Rupicapra.
Загалом класифікація може бути подана так:

### триба Ovibovini
- такін (Budorcas)
  - такін (Budorcas taxicolor)

- Рід Вівцебик (Ovibos)
  - Вівцебик (Ovibos moschatus)

### триба Caprini
- Рід Гривастий баран (Ammotragus, = Capra sensu lato)
  - Гривастий баран (Ammotragus lervia)

- Рід Козел (Capra)
  - Козел кавказький (Capra caucasica)
  - Козел гвинторогий (Capra falconeri)
  - Козел звичайний (Capra hircus)
  - Козел альпійський (Capra ibex)
  - Козел нубійський (Capra nubiana)
  - Козел піренейський (Capra pyrenaica)
  - Козел сибірський (Capra sibirica)
  - Козел ефіопський (Capra walie)

- Рід Тар (Hemitragus)
  - Тар гімалайський (Hemitragus jemlahicus)

- Рід Nilgiritragus (= Hemitragus sensu lato)
  - Нілґірійський тар (Nilgiritragus hylocrius)

- Рід Arabitragus (= Hemitragus sensu lato, інколи як Nilgiritragus)
  - Arabitragus jayakari

- Рід Нахур, або блакитний баран (Pseudois; = Capra sensu lato)
  - Нахур карликовий (Pseudois schaeferi)
  - Нахур блакитний (Pseudois nayaur)

- Рід Баран (Ovis)

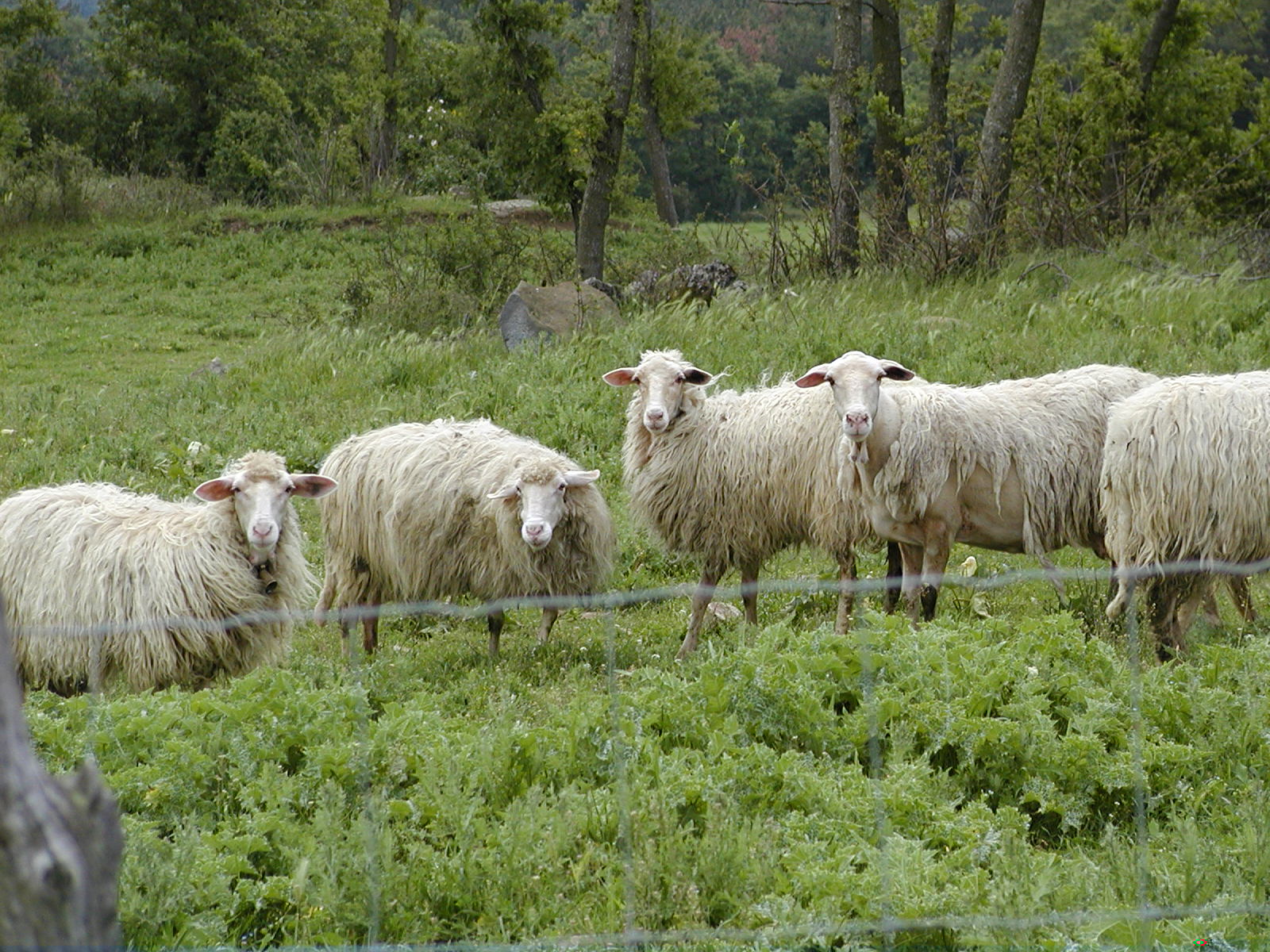
Вівця — представник роду Ovis, підродини козлові

  - Баран азійський, азійський муфлон (Ovis orientalis), предок барана свійського (Ovis orientalis aries)
  - Баран архар (Ovis ammon)
  - Баран Далля (Ovis dalli)
  - Баран муфлон (Ovis musimon)
  - Баран сніговий (Ovis nivicola)
  - Баран товсторіг (Ovis canadensis)
  - Баран урія (Ovis vignei)

### триба Naemorhedini
- Рід Козеріг, або сероу (Capricornis)
  - Козеріг японський (Capricornis crispus)
  - Козеріг китайський (Capricornis milneedwardsii)
  - Козеріг червоний (Capricornis rubidus)
  - Козеріг суматранський (Capricornis sumatraensis)
  - Козеріг тайванський (Capricornis swinhoei)
  - Козеріг гімалайський (Capricornis thar)

- Рід Горал (Naemorhedus)
  - Naemorhedus baileyi
  - Naemorhedus caudatus
  - Горал звичайний (Naemorhedus goral)
  - Naemorhedus griseus

- Рід Снігова коза (Oreamnos)
  - Снігова коза (Oreamnos americanus)

- Рід Козиця (Rupicapra)
  - Козиця звичайна (Rupicapra rupicapra)
  - Козиця піренейська (Rupicapra pyrenaica)

Інколи до цієї групи відносять рід Пантолопа, або оронго (Pantholops) з єдиним видом Пантолопа тибетська (Pantholops hodgsoni).
Раніше цей рід частіше класифікували як представника підродини Antilopinae, проте морфологічні і молекулярні дані вказують на потребу його відокремлення у «власну» підродину Pantholopinae.

## Полювання
Практично всі види козлів є об'єктами полювання у всіх без винятку країнах.
Раніше популярними об'єктами полювання були кавказькі козли, відомі у давній літературі як «тури» (невиправдане запозичення однієї з назв первісного бика, Bos primigenius). Одним з популярних об'єктів полювання є сибірський козел, що мешкає в горах Тянь-Шаню, Алтаю і Саян. Полювання на деякі види козлів — кавказького, звичайного та гвинторогого) — у більшості районів заборонене.